# Харрис и Клиболд
Э́рик Дэ́вид Ха́ррис (англ. Eric David Harris, 9 апреля 1981 — 20 апреля 1999) и Ди́лан Бе́ннет Кли́болд (англ. Dylan Bennet Klebold, 11 сентября 1981— 20 апреля 1999) — два подростка, которые устроили массовое убийство в школе «Колумбайн». Они убили 13 человек и ранили 23. Ещё три человека были ранены, пытаясь убежать от бойни. После убийств 18-летний Харрис и 17-летний Клиболд совершили самоубийство на месте преступления.

## Биография

### Эрик Харрис
Эрик Дэвид Харрис родился 9 апреля 1981 года в Уичито в Канзасе у Уэйна Нельсона Харриса и Кэтрин Энн Пул. Родители были уроженцами штата Колорадо. У него был старший на три года брат Кевин. Отец был пилотом транспорта Военно-воздушных сил США, мать — домохозяйкой. 
Из-за профессии Уэйна Харрисы часто переезжали. В 1983 году, когда Эрику было два года, семья переехала в Дейтон в штате Огайо. Шесть лет спустя семья переехала в Оскоду, штат Мичиган. Живущий тогда через дорогу от них местный пастор Уильям Стоун вспоминал семью Харрисов как «замечательных соседей» и он часто видел, что Уэйн проводил много времени с сыновьями. В 1991 году Харрисы переехали в Платсберг, штат Нью-Йорк. Там Эрик учился в Средней школе «Стаффорд», где играл в бейсбол Малой лиги, регулярно ходил на вечеринки по случаю дней рождений и, по словам его тогдашнего одноклассника Кайла Росса, был совершенно «обычным парнем». Спустя год Харрисы переехали в Литлтон, штат Колорадо, когда Уэйн Харрис ушёл в принудительную отставку из-за сокращений штата.
Здесь в течение первых трёх лет Харрисы жили в арендованном помещении. Уэйн тогда устроился на работу в Корпорацию услуг безопасности полётов Энглвуда, а Кэтрин начала работать поставщиком кейтеринга. Старший брат Эрика Кевин пошёл в Колорадский Университет в Боулдере, а сам Эрик пошёл в среднюю школу «Кен-Кэрил», где в седьмом или восьмом классе встретил Дилана Клиболда. В 1996 году Харрисы наконец купили за 180 тысяч долларов дом к югу от Старшей школы «Колумбайн», которую Эрик начал посещать за год до этого. Недалеко от Харрисов жил Брукс Браун, с которым Эрик познакомился в школьном автобусе, и который с первого класса дружил с Диланом Клиболдом.
В 1997 году на уроке английского Харрис написал сочинение о том, каким трудным был для него переезд из Нью-Йорка в Колорадо, указав, что он был самым тяжёлым для него из всех остальных, так как ему пришлось расстаться с друзьями (его очень тяготило то, что он никак не мог повлиять на решение родителей переехать). Позже в их с Клиболдом «Подвальных лентах» Харрис открыто обвинил отца в решение переехать, потому что это привело к тому что семье пришлось «начинать с самого низа». У Харриса была деформация грудной клетки (впалая грудь), из-за чего он неохотно снимал футболки на уроках физкультуры, так как другие ученики смеялись над ним. В 12 и 13 лет Харрис перенёс две пластические операции в попытке исправить эту деформацию. 
Тем не менее в «Колумбайн» Харрис завёл много друзей и в первом и втором классах был нападающим и полузащитником футбольной команды школы (Джош Свенсон, один из его товарищей по команде, рассказывал, что Харрису очень нравился футбол). В первом классе Харрис познакомился с Тиффани Тайфер, с которой у него были совместные уроки немецкого. Позже Тайфер рассказала, что Харрис быстро добился её расположения и даже пригласил её на вечер встречи выпускников, и она согласилась. Но после этого она начала избегать его по причинам, которые остались неизвестными. В какой-то момент Харрис инсценировал ложное самоубийство, растянувшись на земле и обрызгав себя фальшивой кровью. Когда Тайфер увидела его лежащим на земле и начала звать на помощь, то Харрис и его друзья начали смеяться, из-за чего Тайфера убежала, крикнув Харрису на прощание, что тому нужна помощь психиатров.

### Дилан Клиболд
Дилан Беннет Клиболд родился 11 сентября 1981 года в Лейквуде в Колорадо у Томаса Эрнста Клиболда и Сьюзен Френсис Яссенофф. Родители познакомились во время учёбы в Университете штата Огайо и поженились в 1971 году. У него был старший на четыре года брат Байрон Джейкоб. Как и Байрон, Дилан был назван в честь известного поэта (Байрон был назван в честь английского поэта-романтика Джорджа Байрона, а в случае Дилана это был валлийский поэт Дилан Томас). Отец Дилана изначально был скульптором, но затем стал геофизиком, занимающимся недвижимостью, мать работала в Колорадо с детьми-инвалидами. Оба посещали Лютеранскую церковь (ELCA), и Дилан вместе с Байроном прошли конфирмацию в соответствии с лютеранской традицией. Дома семья соблюдала некоторые ритуалы в соответствии с еврейским происхождением Сьюзен, чей дедушка, Лео Яссенофф, был строителем и известным филантропом (он построил еврейское помещение для проведения культурных и общественных мероприятий в Коламбусе в Огайо, откуда Томас и Сьюзен были родом). Родители Томаса Клиболда умерли рано, и он воспитывался братом, который был старше его на 18 лет.
Спустя годы Сьюзен заявила, что на следующий день после теракта она вспомнила, как вскоре после рождения Дилана испытала мимолётное чувство, которое описала как «нависшую над нею тень», которая сообщила ей, что этот ребёнок принесёт ей большое горе. Вскоре после рождения у Дилана был диагностирован пилоростеноз, из-за чего первые несколько месяцев его мучали частые притсупы рвоты. 
В 1990 году Клиболды поселились в Каньоне Дир-Крик на юге Лейквуда, где Дилан ходил в Начальную школу «Норманди» с первого по второй класс, а затем перешёл в Начальную школу «Говернёрс-Ранч», где он входил в группу CHIPS (Challenging High Intellectual Potential Students — группа высокоодарённых и способных учеников). Где-то в этот период он встретил Брукса Брауна. Позже, во время следствия, его родители вспоминали, что в «Говернёрс-Ранч» Дилан чувствовал себя несколько замкнутым, и поэтому они полагают, что переход в среднюю школу «Кен-Кэрил» (где Дилан встретил Эрика Харриса) оказался для Дилана весьма трудным, так как он был тихим и застенчивым и поэтому не сумел прижиться в новом коллективе. Но поскольку переход из начальной школы в среднюю является трудным для большинства американских подростков, то Томас и Сьюзен не заостряли на этом особого внимания. Все друзья и знакомые семьи Клиболд всегда описывали Дилана только с положительных сторон: тихий одиночка, застенчивый парень, имеющий хорошее чувство юмора. В «Подвальных лентах» видно, что Клиболд всё время обрывает свои реплики из-за того, что не может удержаться от смеха. Его родители вспоминали, что Дилан никогда при них не проявлял никаких признаков агрессии.
В 1995 году Дилан, Эрик, Брукс и их четвёртый друг Нэйтан Дайкмен (с которым Эрик познакомился на уроке испанского) пошли в старшую школу «Колумбайн», в которой незадолго до этого был проведён ремонт за пятнадцать миллионов долларов, и ребята стали первыми девятиклассниками, увидевшими новую отделку школы, в том числе и отремонтированный кафетерий.

### Старшая школа
В «Колумбайн» Клиболд активно работал в школьном театре как осветитель и звукооператор и одновременно был помощником в компьютерном классе, где помогал поддерживать школьный сервер.
Согласно ранним отчётам расследования, Харрис и Клиболд не были в «Колумбайне» особо популярными и довольно часто подвергались задиранию. В конечном счёте они сами начали запугивать других учеников — из их дневников известно, что это были ученики младших классов и те, кого подозревали в нетрадиционной сексуальной ориентации. Согласно некоторым свидетельствам, Харрис и Клиболд были членами школьной группы, которая называла себя «Trenchcoat Mafia», хотя какой-либо специфической связи с группой они не имели и на групповой фотографии, относящейся к группе, в ежегоднике «Колумбайн» за 1998 год не запечатлены. Тем не менее отец Харриса 20 апреля 1999 в звонках 9-1-1 упомянул, что его сын действительно был членом того, что они называют «Trenchcoat Mafia», однако на деле их связь с группой была в целом поверхностной.
Вскоре после того, как они стали друзьями, Харрис и Клиболд связали свои персональные компьютеры в одну сеть и играли во множество игр по сети. Харрис создал ряд уровней для игры Doom, которые позже стали известны как уровни Harris. В Интернете Харрис пользовался ником «REB» (сокращённо от «Мятежник» (англ. Rebel)) и другими псевдонимами, включая Rebldomakr, Rebdoomer и Rebdomine. Клиболд же использовал такие ники, как VoDKa и VoDkA (где буквы DK были инициалами). У Харриса были различные веб-сайты, на которых он создавал самодельные уровни «Doom» и Duke Nukem 3D, в которые можно было играть в онлайн режиме. Постепенно на этих сайтах появились открытые угрозы Харриса для людей его сетевого окружения и мира вообще. Когда Клиболд и Харрис начали экспериментировать с самодельными бомбами, они стали выставлять результаты взрывов на этих веб-сайтах.
За три дня до стрельбы в субботу 17 апреля Клиболд посетил вечерний школьный бал, где его спутницей была их одноклассница Робин Андерсон (с которой Дилан познакомился за несколько лет до этого на рождественской вечеринке), однако она присутствовала с ним не как его девушка, а как его друг. Позже Андерсон похвасталась одному знакомому парню: «Я уговорила своего друга Дилана, который ненавидит танцы, спортсменов и никогда не имел свиданий, не говоря уже о девушке, пойти со мной! Или я действительно симпатична, или просто очень настойчива!». Нэйтан Дайкмен позже вспоминал, что Дилан вёл себя в тот вечер более чем нормально и даже строил неплохие планы относительно своего будущего. В частности, он говорил, что собирается поступать в колледж в Аризоне (25 марта Клиболды ездили туда, чтобы посмотреть Дилану комнату в университетском общежитии). Харрис, в свою очередь, по воспоминаниям знакомых, попытался пригласить нескольких девочек, но все они отклонили его приглашение. В конечном счёте он запланировал провести это время со Сьюзен Дьюитт. Она пришла к нему домой, где они посмотрели кино, после чего он пригласил её на послепроменадную вечеринку, но она тоже отказалась и ушла к себе домой, а Харрис встретил своих друзей на вечеринке один. О его отношениях с девушками также известно то, что в первый же год в «Колумбайн» он познакомился в немецком классе с Тиффани Тайпер и в первый же день знакомства вызвался проводить её до дома. Это была их единственная встреча, и когда она в следующий раз отказалась пойти вместе с ним, он разыграл ложное самоубийство, расплескав вокруг себя бутафорскую кровь. Позже в её ежегоднике он напишет по-немецки Ich bin Gott (рус. Я — Бог).
В первый год в «Колумбайн» ребята начали работать в «Блэкджек Пицца», месте, где их коллега Филипп Дюран позже представит их Марку Мейнсу, у которого они купят часть оружия, использованного в перестрелке. Вместе с ними там работал друг Эрика Крис Моррис, которого после перестрелки арестовали за подозрение в соучастии, но позже оправдали.
Харрис был поклонником музыкальных групп, таких как Rammstein, KMFDM, Orbital и The Prodigy. Вскоре после перестрелки «KMFDM» опубликовали на своём веб-сайте статью, в которой осуждали насилие Харриса и Клиболда и отрицали, что их музыка имела какое-либо отношение к этому.

## Массовое убийство

### Первые столкновения с законом
В марте 1998 года Шериф округа Джефферсон Майкл Герра вошёл на веб-сайт Харриса по просьбе родителей Брукса Брауна и обнаружил там многочисленные угрозы Эрика в отношении Брукса. Гверра написал показания под присягой для выдачи ордера на обыск, но это показание так никогда и не было зарегистрировано. Данная информация не была показана общественности вплоть до сентября 2001, хотя всё это время полиция о ней знала.
Первые официально зарегистрированные проблемы с законом у Эрика Харриса и Дилана Клиболда возникли ещё раньше — 30 января 1998 года, когда их арестовали за кражу имущества из грузовика, стоявшего на окраине Литтлтона в Колорадо. На суде юноши признали себя виновными, и их отправили на специальные курсы, призванные предотвращать преступления среди молодёжи. В это же время Харрис начал посещать психолога. Позже юношей выписали из группы наркозависимых подростков, несмотря на историю Дилана с алкоголем и его анализ мочи, а вскоре обоих освободили за хорошее поведение, хотя оба всё ещё оставались под наблюдением. Харрис написал водителю грузовика официальное письмо с неискренними извинениями и притворным сочувствием и в это же время написал об этом хвастливую запись в своём личном дневнике. Но в остальном же они вели себя так прилежно, что их должностное лицо, осуществлявшее надзор за условно осуждёнными, освободило их от обязательств на несколько месяцев раньше срока (позже Харрис и Клиболд будут насмехаться над этим фактом в своём прощальном видео для родственников). Характеристика, данная тогда Харрису, гласила, что он был «очень умным человеком, который, вероятно, преуспеет в жизни» в то время, как про Клиболда было сказано, что он интеллектуал, который «должен понять, что тяжёлая работа — это часть плана по выполнению мечты».

### «Наёмные убийцы»
Незадолго до массового убийства Эрик и Дилан сняли видеофильм для школьного проекта, где сами предстали в образе наёмных убийц, стреляющих из поддельного оружия в учеников-наркоманов. В творческом письме их проекта было описано сплошное насилие. 17 января 1999 года Эрик написал рассказ, основанный на игре Doom, относительно которого его учитель сказал: «Твой уникальный подход и твой ужасный почерк — это хорошая вещь для поднятия настроения».
В день стрельбы их одноклассник Брукс Браун в начале обеденного перерыва встретил Харриса у его машины. Они только недавно помирились после того, как Эрик бросил в машину Брукса кусок льда, и попал в ветровое стекло. Браун удивился, что Харрис вышел из машины со спортивной сумкой, ведь он отсутствовал всё утро и пропустил важные тесты. Но реакция Харриса на недоумение Брауна была безразличной. Эрик сказал ему: «Брукс, ты мне сейчас нравишься. Вали-ка отсюда. Иди домой». Через несколько минут ученики, покидающие школу на ланч, видели Брукса на Саус-Пирс-Стрит рядом со своим домом. Отойдя от школы на некоторое расстояние, он услышал выстрелы и позвонил в полицию с сотового своего соседа.

### Приобретение оружия
Поскольку Харрис и Клиболд были на тот момент несовершеннолетними, покупку двух дробовиков и карабина Hi-Point для них осуществила подруга Дилана Робин Андерсон, которой уже было восемнадцать. Впоследствии Андерсон не была обвинена за её участие в этом деле, потому что никаких законов она своими действиями не нарушила, а сама активно сотрудничала со следствием. Получив Stevens 311D, Клиболд отпилил у него ствол, укоротив его до длины приблизительно в 23 дюйма (≈ 58 см), что, согласно Национальному закону об огнестрельном оружии, уже считалось уголовным преступлением. Харрис же укоротил ствол своего дробовика приблизительно до 26 дюймов (≈ 66 см).

Эрик Харрис (слева) и Дилан Клиболд в столовой после того, как там взорвалась одна из их бомб. Запись камеры наблюдения

История приобретения ими полуавтоматического пистолета Intratec TEC-DC9 выглядит весьма длинной. Известно, что изготовитель этого оружия сначала продал его находящейся в Майами «Navegar Incorporated», откуда позже в 1994 году оно было так же продано «Спортивным товарам Заднера» в Болдуине, Иллинойс. Затем оно попало во Фронтон в Колорадо к продавцу огнестрельного оружия Ларри Расселу, который, нарушая федеральный закон, не вёл никаких записей и учётов продаж оружия, и поэтому затруднялся сказать, кому именно продал те пистолеты. Он лишь помнил, что покупатели выглядели на возраст в 21 год или даже больше. В отличие от Филиппа Дюрана и Марка Мэйнса, Рассела не привлекли к суду, потому что он не смог опознать на фото ни Харриса с Клиболдом, ни Робин Андерсон.
Бомбы, которые подростки хотели взорвать в школе, были грубо сделанными устройствами из канистр углекислого газа, гальванизированных труб и металлических бутылок пропана, которые на последних перед стрельбой выходных Харрис и Клиболд купили за несколько сотен долларов в хозяйственном магазине. Бомбы были самовозгорающимися. Утром перед нападением Харрис купил ещё несколько бутылок пропана. Бомбы, которые Эрик и Дилан установили в кафетерии, имели что-то вроде таймеров, но последние были собраны в спешке и в итоге не сработали правильно. Позже было установлено, что если бы одна из этих двух бомб взорвалась должным образом, в «Колумбайне» тогда случился бы обвал, и число жертв исчислялось бы сотнями.

## Последствия
Тело Дилана было кремировано, на прощании присутствовали только его родители, брат и близкие друзья семьи. Харрисы сделали похороны Эрика целиком закрытыми и делиться информацией со СМИ не пожелали.

### Мотивация
В своих дневниках Харрис и Клиболд написали очень много о том, как они совершат расстрел, но гораздо меньше они написали о причинах того, почему хотят его устроить. Дневник, найденный в комнате Харриса, содержал детали, которыми день 20 апреля они распланировали ещё с пяти утра. В записях юноши часто писали о таких событиях, как Теракт в Оклахома-Сити, Осада «Маунт Кармел» и другие аналогичные случаи. Записи об этом большей частью походили на рекламу тех событий, так как в них Харрис и Клиболд высказывали желание «превзойти» эти теракты. Особенно они сосредотачивали своё внимание на том, что Тимоти Маквей устроил в Оклахома-Сити. Харрис и Клиболд напрямую высказывали в дневниках желание оставить об этих событиях миру длительное впечатление путём такого вида насилия, как массовое убийство.
В своём дневнике Харрис написал о своём восхищении тем, что он представлял в качестве естественного отбора, и о том, как бы ему хотелось поместить всех внутрь игры Doom и проследить, чтобы все слабые умерли, а сильные выжили. Наверное поэтому в день теракта Харрис был одет в белую футболку, на которой чёрным было написано NATURAL SELECTION. В целом, эта версия подтверждается тем, что позже следствие пришло к выводу, что никто из убитых жертв не был выбран Харрисом или Клиболдом как конкретный объект мести.
Очень много споров вызвала дата теракта, так как, согласно записям, первоначально нападение планировалось в понедельник 19 апреля. Причины, по которым убийцы перенесли её на день позже, так и остались невыясненными. Единственное объяснение — 19 апреля 1999 года Эрик уговорил Марка Мэйнса купить за $25 ещё дополнительных патронов к Tec. Тот спросил его, зачем они ему, но Эрик лишь отмахнулся и сказал, что они «нужны ему на завтра». Мэйнс не смог достать эти патроны раньше вечера, и, возможно, поэтому дата расстрела была перенесена на день. В СМИ высказывалась также версия, что дата расстрела была подогнана под день рождения Адольфа Гитлера, однако люди, хорошо знавшие пару, такие, как Робин Андерсон, сначала сказали, что Харрис и Клиболд никогда не были одержимы нацизмом или вообще как-то восхищались или поклонялись Гитлеру, но под конец Андерсон призналась, что у пары явно наблюдались секреты, о которых они не говорили даже близким друзьям.
Харрис собирался завербоваться в Корпус морской пехоты США, но незадолго до перестрелки его заявление было отклонено, потому что он принимал антидепрессант лювокс, который являлся частью предписанной ему судом терапии. Вполне вероятно, что это могло стать хотя бы частично причиной его агрессии, вылившейся в массовое убийство, однако, как обнаружило следствие, Харрис ничего не знал об отклонении заявления. Высказывалось предположение, что причиной ярости также могло послужить прекращение приёма лювокса, но вскрытие показало, что в момент смерти в его организме количество лювокса было на терапевтическом уровне. Несмотря на представление о том, что именно резкое прекращение приёма антидепрессанта может нарушить социальное функционирование человека, после трагедии в школе «Колумбайн» противники современной психиатрии, в том числе Питер Бреггин, заявили, что психотропные средства, которые были прописаны Эрику Харрису для подавления его агрессии, усилили его агрессивность.

### Дневники и исследования
Харрис начал вести свой дневник через некоторое время после истории с грузовиком в Литтлтоне, в апреле 1998. Тогда же, согласно записям, и начал разрабатываться план нападения. Время нападения было чётко запланировано: 11:17 утра, так как, по мнению Харриса, именно в этот момент в школьном кафетерии было наибольшее число учеников.
Профиль индивидуальности Эрика Харриса, который был основан на его записях в дневнике и на свидетельских показаниях близких, охарактеризовал его поведение, как «злокачественная самовлюбленность… (с) патологической самовлюбленностью, антиобщественными особенностями, параноидальными характеристиками и добровольной агрессией». Между тем, такой профиль нельзя рассматривать как настоящий психиатрический диагноз, потому что такие, как правило, должны заключаться при общении лицом к лицу с пациентом, а также основываясь на его формальном психологическом тестировании и сборах о нём сопутствующей информации.
Роль Дилана Клиболда в перестрелке в течение некоторого времени была окутана тайной. В своём дневнике Клиболд написал, что он и Харрис являются богоподобными людьми и куда более развитыми, чем другие люди. Тем не менее, секретный дневник Клиболда свидетельствует о неподдельной ненависти к себе и о суицидальных наклонностях. Хотя у обоих юношей были трудности в совладании со своим гневом, именно у Клиболда припадки гнева были настолько сильны, что он относился к проблемам гораздо серьёзнее, чем Харрис. Было установлено, что Клиболд любил спорить с учителями и ругаться со своим начальником в «Блэкджек Пицца». Согласно их видеозаписям, арест в январе 98-го был для них очень травмирующим. Где-то в этот период Клиболд написал Харрису письмо, в котором высказал желание устроить месть в качестве забавы с сопровождением убийства полицейских. В день массового убийства на Клиболде была чёрная футболка с красной надписью WRATH (рус. гнев). Это обстоятельство породило версию, что массовое убийство было устроено именно с целью мести за тот самый арест, и юноши явно планировали устроить помимо расстрела в школе крупную перестрелку с полицией. В дневнике Клиболда была найдена запись, согласно которой он считал, что «жизнь не была бы забавной без небольшого количества смертей», и что ему хотелось бы, чтобы многие моменты его прошлого прошли в разрушающих нервы завихрениях убийств и кровопролитии. В заключение он написал, что позже убьёт себя, чтобы «уйти в лучшее место из мира, который он ненавидит».
Официально была высказана версия, что Клиболд и Харрис были психически больны от природы, что и стало причиной расстрела. От этой версии была образована другая, согласно которой все причины и мотивы, перечисленные в дневниках, были выдуманы с целью создания образа мотивированных убийц.
Хотя на сегодняшний день в распоряжении общественности и Интернета уже давно доступны дневники и любительские видеофильмы Харриса и Клиболда («Подвальные ленты»), тем не менее, существует несколько видеозаписей, которые полиция до сих пор не показывает общественности. Согласно сообщениям, на этих записях Харрис и Клиболд как раз обсуждают мотивы теракта, а также дают небольшие инструкции по созданию самодельных бомб. Полиция не показывает эти плёнки, поскольку их содержание является «призывом к использованию оружия» и «практическими рекомендациями», которые вполне могут развить подражание.

### Влияние на СМИ и массовую культуру
Первоначально предполагалось, что Харрис и Клиболд были, как уже говорилось, членами группы «Trenchcoat Mafia», небольшой группы аутсайдеров «Колумбайн», которые носили длинные чёрные тренчкоты. Изначально группа была лишь маленьким сообществом геймеров, которые всегда ходили вместе и начали носить тренчкоты после того, как одному из их членов на Рождество подарили ковбойский плащ. Название «Trenchcoat Mafia» дали группе спортсмены «Колумбайн». Из-за того, что большинство выживших учеников, которые видели пару во время стрельбы, указывали, что они были в плащах, родился миф, что Харрис и Клиболд входили в состав группы. Расследования показали, что дружеские отношения в группе ребята поддерживали только с Крисом Моррисом, и что большинство первичных членов группы на момент стрельбы уже покинуло школу. Большая часть членов группы и вовсе знала ребят только из-за их знакомства с Моррисом, поэтому в дальнейшем никому из них не были предъявлены обвинения по подозрению в пособничестве. Сами плащи Харрис и Клиболд купили незадолго до расстрела.
Было проведено социологическое расследование среди представителей субкультур Старших школ с целью предотвращения проявления факторов, которые могли привести к подобного рода ситуации в других школах. После произошедшего некоторые ученики североамериканских Старших школ посетили специальные семинары, на которых поощрялась терпимость и осуждалось задирание. Тем не менее эффективность этих семинаров как метод предотвращения задирания оказалась недостаточно высокой, поскольку дальнейшие расследования показали, что это явление было не единственной причиной стрельбы.
Случай с Харрисом и Клиболдом стал частью американской культуры. В частности, известный певец Мэрлин Мэнсон в 2000 году выпустил альбом «Holy Wood», в котором есть песня The Nobodies, содержащая следующие строки:
«Some children died the other day / We fed machines and then we prayed / Puked up and down in morbid faith / You should have seen the ratings that day.»
Что переводится, как:
«На следующий день умерло несколько детей / Мы выкармливали машины и мы молились / Нас стошнило и мы погрязли в болезненной вере / Видели бы вы телерейтинги в тот день»
Мэрлин Мэнсон не единственный исполнитель, которого заинтересовал данный случай. Рэпер Bones в 2014 году выпустил альбом под названием TEENWITCH, на обложке он предстаёт в одежде Эрика и Дилана (длинный плащ, под которым они прятали оружие), и часто проявляет к ним сопереживание, например в припеве песни TheCafeteria, от лица Эрика или Дилана:
We just could’ve been friends,
But you decided to hurt me
(Мы просто могли быть друзьями,
Но вы решили сделать мне больно)
После стрельбы в большинстве СМИ мелькала информация о том, что прослушивание музыки «Marilyn Manson» было одним из факторов, который спровоцировал юношей на убийства, хотя на самом деле ни Харрис, ни Клиболд не являлись фанатами исполнителя. В фильме Майкла Мура «Боулинг для Колумбины» представлено интервью о перестрелке с самим Мэнсоном, где Мур спросил певца, что бы тот сказал детям и людям из Колумбайн. Мэнсон ответил на это: «Я бы не сказал им ни слова. Я бы выслушал, что им самим нужно было бы сказать. Так бы не сделал никто». Также в фильме звучит акустическая версия песни, которую на этот раз исполнил Kurt Engfehr, во время просмотра видеокамер слежения и вызовов в службы экстренной помощи.
Много противоречий вызвал спор о том, стоит ли увековечивать память Харриса и Клиболда. Одни утверждали, что это будет прославлять их, как убийц, другие же считали, что Харрис и Клиболд сами были жертвами. Тем не менее, плотник из Иллинойса Грэг Зэйнис изготовил ровно пятнадцать крестов, которые потом были установлены на Ребел Хилл в Клемент Парк, что расположен через улицу от «Колумбайн». Известие о том, что вместе с крестами жертв стоят кресты Харриса и Клиболда, вызвало волну общественного протеста. За всё то время, что кресты стрелков там простояли, на них появились надписи «Ненависть порождает ненависть», «Я прощаю тебя», «Зачем?» Тем не менее, не все считали Харриса и Клиболда убийцами. 79-летний житель Денвера Джин Карни написал на кресте Клиболда: «Может, Бог пощадит твою душу. Сожалею, что мы все тебя подвели», а 29-летняя Мелисса Мак-Брайд написала на кресте Харриса: «Он всё ещё ребёнок Бога и любви». Отец убитого Дэниела Рорбофа постоянно удалял эти два креста, считая, что память об убийцах, какими жертвами они сами бы ни были, не должна быть увековечена рядом с теми, кого они сами погубили. В конечном итоге кресты Харриса и Клиболда под давлением общественности были убраны навсегда.
Первое время множество должностных лиц ошибочно считало причиной теракта плохое воспитание и обвиняло в этом семьи Клиболда и Харриса, так как выяснилось, что и те, и другие даже не подозревали о том, чем занимаются их сыновья. Тем не менее моральную и психологическую поддержку семья Клиболд получила в первую очередь от родственников погибших, конфиденциальные встречи с которыми помогли им восстановиться.

### Родители Харриса и Клиболда
В октябре 1999 семья Клиболд объявила о намерении подать судебный иск против полицейского управления округа Джефферсона. Основание их решения было следующим: полиция зафиксировала сигнал от семьи Брукса Брауна, когда Эрик на своём веб-сайте угрожал Бруксу, и не предприняла никаких соответствующих мер, которые, вероятно, могли предотвратить страшные последствия. Несколько семей погибших, включая семью Дэниела Рорбофа, выразили поддержку этого намерения. 15 апреля 2000 года Клиболды написали открытое письмо, в котором выражали скорбь вместе со всеми семьями погибших и благодарили тех, кто оказал им в этот тяжёлый период поддержку. Они пришли к выводу, что «единственный способ почтить всех жертв — это пытаться выявить причины того, почему произошла эта трагедия».
13 октября 2009 года в журнале «O, The Oprah Magazine» было напечатано письмо Сью Клиболд, матери Дилана Клиболда, под заголовком «Я никогда не узнаю, почему» (англ. I Will Never Know Why). В нём она рассказывает, что ещё до теракта обратила внимание на то, что её младший сын стал очень тихим и задумчивым, и когда она спросила его, что с ним, он ответил, что просто очень устаёт. Чуть позже Сьюзен завела с ним разговор про его отъезд в колледж, так как, по её мнению, Дилан выглядел явно не готовым к расставанию с семьёй. Она сказала сыну, что тот может пойти в местный колледж, на что Дилан ответил: «Я точно хочу уехать». Утром 20 апреля Сьюзен Клиболд обратила внимание на то, что Дилан проснулся на 20 минут раньше обычного и тут же выбежал из дома. «Пока», — последнее, что он сказал ей (Сьюзен обратила внимание на то, что его голос был непривычно возбуждённым), после чего он сел в машину и уехал. О теракте Сьюзен узнала после полудня, когда ей на работу позвонил Томас. Самому Томасу в свою очередь позвонил один из друзей Клиболда, из сбивчивых объяснений которого Томас в основном понял то, что в школе двое молодых людей в длинных чёрных плащах открыли стрельбу, и что Дилан и Эрик в то утро не присутствовали на первых уроках. К тому моменту, как он позвонил жене, Томас обыскал весь дом, надеясь найти плащ Дилана, но так и не нашёл его. О смерти своего младшего сына Томас и Сьюзен узнали только вечером 20 апреля, а на следующий день и о количестве его жертв. К тому моменту семья Клиболд была задержана SWAT, которая велела им покинуть дом, так как было подозрение, что в доме могли остаться самодельные бомбы. «Всю оставшуюся часть своей жизни я буду охвачена ужасом и корить себя из-за того, что сделал Дилан» — написала в этом письме Сьюзен, — «Дилан изменил всё, во что я верила: в себя, в Бога, в семью, в любовь. … Я не могла понять участие Дилана в теракте до тех пор, пока не связала это с тем, что Дилан в завершение совершил суицид». С её слов, когда она наконец получила доступ к дневникам сына, то поняла, что «Дилан вошёл в школу с намерением умереть там». Спустя 13 лет в 2012 году в книге Эндрю Соломона «Далеко от дерева: родители, дети и поиск идентичности» (англ. Far From the Tree: Parents, Children and the Search for Identity) Сьюзен сделала шокирующее признание: когда 20 апреля она узнала, что Дилан может быть тем стрелком, то начала молиться, чтобы он убил себя прежде, чем убил ещё кого-нибудь.
Семья Харрис уехала из Литтлтона в 2005 году, Клиболды — в апреле 2014 года (в тот же год Томас и Сьюзен развелись, Сьюзен сообщила, что к тому моменту единственное что их связывало — это смерть Диллана, потому что даже её они с Томасом спустя годы воспринимали поразному). 15 апреля 2000 года обе семьи написали своё открытое письмо:
Мы до сих пор опечалены страданиями, которое последовали из действий нашего сына. Мы любили нашего сына нежно и ежедневно ищем в наших душах хотя бы слабые причины того, почему он сделал такую ужасную вещь. То, что он сделал, было непростительно и находится вне нашего понимания. Течение времени должно всё же уменьшить боль.
В заключении они так же благодарят всех, кто оказал им в этот период поддержку.

#### Иски
В апреле 2001 года более 30 человек предъявили Харрисам, Клиболдам, Марку Мэйнсу и Филипу Дюрану иски в размере 2 538 000 долларов. Харрисы и Клиболды, используя свои страховки, в конечном итоге выплатили 1 568 000 долларов, Мэйнс — 720 000 долларов и Дюран — 250 000 долларов. Заодно обеим семьям было приказано держать наготове 32 тысячи долларов на случай будущих претензий, Мэйнсу — 80 тысяч и Дюрану — 50 тысяч. Одна семья подала против Харрисов и Клиболдов иск в размере 250 миллионов долларов и не приняла условия расчёта в 2001 году.

## Видеоигры
Ребята создавали собственные уровни для таких игр, как Doom, а также различные графические модификации. Одной из функций таких уровней были множество монстров и бесконечный поток патронов и оружия. Вопреки ранним слухам, которые появились сразу после перестрелки, ни один из этих уровней не напоминает школу «Колумбайн».

## Оценки

### Харрис и Клиболд как современные революционеры
Ник Турс приписывал действиям Харриса и Клиболда революционный мотив. Он писал:

Нельзя не признать, что терроризировать американскую машину на том самом месте, где она оказывает своё самое сильное влияние, это действительно революционная задача. То что они бессловесны о своих целях, то что их даже не понимают, не отрицает их существование. Одобряете ли вы или не одобряете их методов, поносите их как злоумышленников, но не смеете игнорировать этих современных радикалов, как нечто не меньшее, чем последнее воплощение разочаровавшихся повстанцев, ведущих текущую американскую революцию.
Оригинальный текст (англ.)Who would not concede that terrorizing the American machine, at the very site where it exerts its most powerful influence, is a truly revolutionary task? To be inarticulate about your goals, even to not understand them, does not negate their existence. Approve or disapprove of their methods, vilify them as miscreants, but don't dare disregard these modern radicals as anything less than the latest incarnation of disaffected insurgents waging the ongoing American revolution.

Историк Дэвид Фарбер из университета Темпл писал, что утверждение Турса

 имеет смысл только в академической культуре, в которой трансгрессия по определению политическая и в которой любой гнев против общества можно считать радикальным.
Оригинальный текст (англ.)only makes sense in an academic culture in which transgression is by definition political and in which any rage against society can be considered radical.